# 近衛文隆
近衛 文隆（このえ ふみたか、旧字体：近󠄁衞 文󠄁隆󠄁、1915年〈大正4年〉4月3日 - 1956年〈昭和31年〉10月29日）は、昭和期の日本の陸軍軍人。階級は陸軍中尉。位階は従五位。内閣総理大臣近衛文麿の長男。

## 概要
京都府出身。近衛文麿（首相）・千代子（父は旧豊後佐伯藩毛利家当主・毛利高範）夫妻の長男。家系は藤原北家の嫡流にして摂家筆頭・近衛家。学歴はプリンストン大学政治学部修業（中退）。

## 来歴・人物

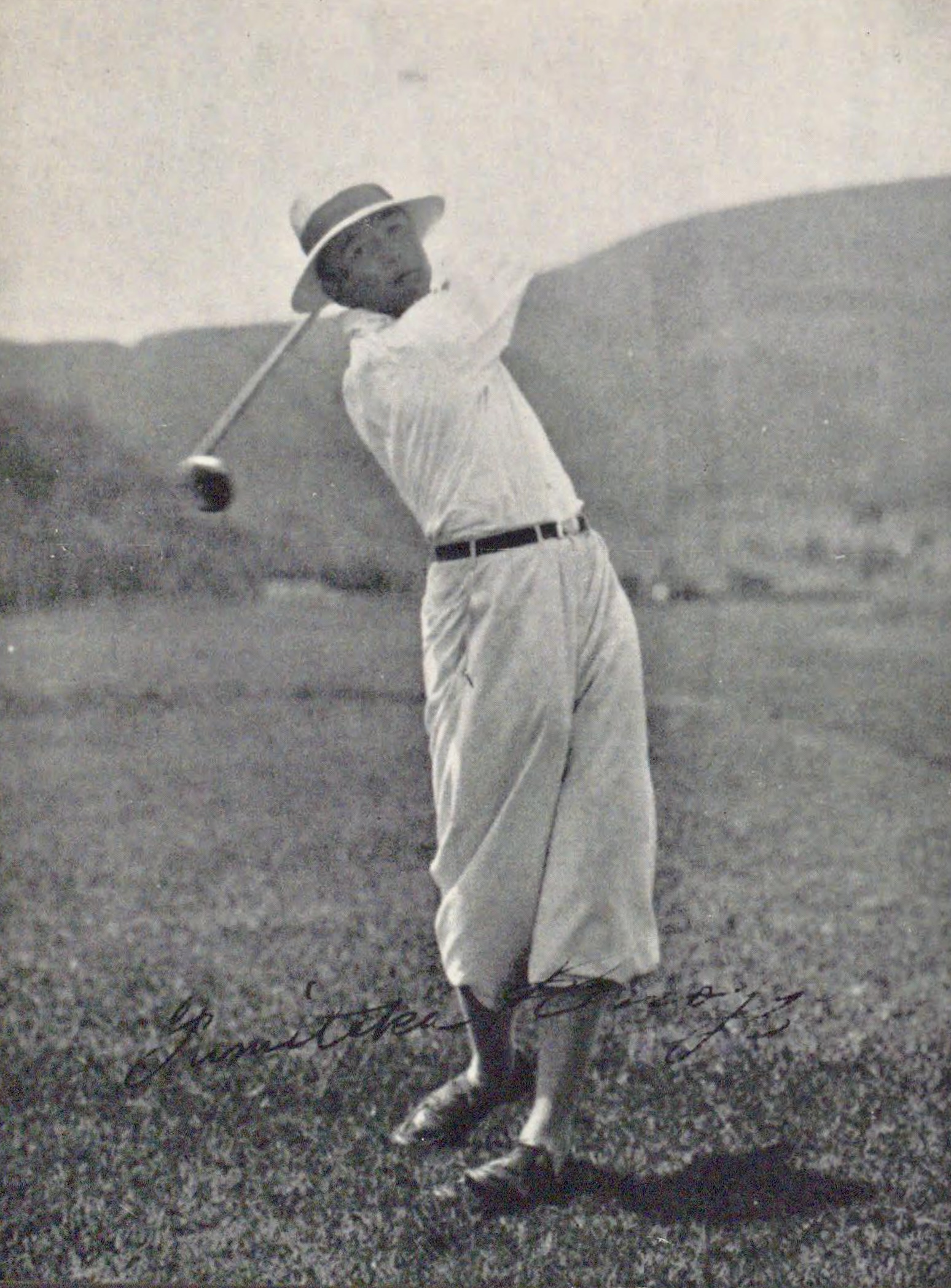
旧軽井沢ゴルフクラブでゴルフをプレイする近衛文隆（1931年〈昭和6年〉前後、16歳頃）

学習院中等科卒業後、外交官を目指し、周囲の反対を押し切りアメリカに留学し、ローレンスビル・スクールを卒業、プリンストン大学に学んだ。ゴルフ部長として全米1位となる。滞米中はアマチュアゴルファーとして活躍する。1938年（昭和13年）に帰国し、父の秘書官となる。
翌1939年（昭和14年）、東亜同文書院講師、兼学生主事（俸給・月 117円60銭、在外手当・月 54円40銭）に就任して上海へ赴く。上海では蔣介石との直接交渉の必要性を感じ、政府要人の娘と交際してその手引きで重慶に向かおうとして憲兵隊に捕まり、閣議でも問題視されたため帰国。帰国後も青年同志会という組織を作って直接交渉を主張した。そのため軍部から問題視され、1940年（昭和15年）2月に召集され、満洲阿城砲兵連隊に入隊。幹部候補生考査に合格して陸軍中尉まで昇進した。
太平洋戦争のさなか、貞明皇后の姪・大谷正子（浄土真宗・京都西本願寺・大谷光明と大谷紝子の娘、1924-2017）と1944年（昭和19年）にハルビンで結婚。1945年（昭和20年）8月15日、満洲で終戦を迎え、GRUのスメルシ部隊によって襲撃を受け、8月19日に捕虜となる。その後、シベリア抑留で15ヶ所もの収容所を転々と移動させられた。抑留中は士官であることを盾に労役を断固拒否しソ連に対し気骨のあるところを見せた。1955年（昭和30年）の日ソ国交正常化交渉に際し、首相：鳩山一郎の帰国要求や国内からの数十万人もの署名入りの歎願書があったが、帰国が叶うことはなく、1956年（昭和31年）10月29日にイヴァノヴォ州レジニェヴォ地区チェルンツィ村のイヴァノヴォ収容所（内務省第48号ラーギリ）で死去。死因は動脈硬化による脳出血と急性腎炎とされるが、ソ連による暗殺説もあり、庶子を称する東隆明によると帰国前日に薬毒死により殺害されたという。その後、遺骨は正子夫人の尽力で1958年（昭和33年）に帰国した。生前に父：文麿の死去については知らされていたと思われるが、自らが近衛家の当主と認識していたかどうかについては、当時のシベリア抑留の過酷さからみて現在でも議論がある。
1991年（平成3年）10月18日付「政治弾圧犠牲者の名誉回復に関する」ソ連法第2条、3条で無罪、名誉回復。1992年（平成4年）2月27日、ロシア連邦軍最高検察は、近衞文隆の名誉回復を採択、1997年（平成9年）10月16日、ロシア軍最高検察から名誉回復証明書を出した。
死亡時嫡出子が存在せず、妻・正子は文麿外孫の細川護煇を養子として家督を継がせた。

## 系譜

### 近衞家
近衞家は、藤原忠通の子である近衞基実を始祖とし、五摂家の一つであった。

### 皇室との関係
後陽成天皇の男系十三世子孫である。後陽成天皇の第四皇子で近衛家を継いだ近衛信尋の男系後裔。

## モデルとなった作品
- 劇団四季ミュージカル『異国の丘』
- 音楽劇『魔都夜曲』